# エリック・オード
エリック・アンソニー・オード（Erik Anthony Audé、1980年4月5日 -）はアメリカ合衆国の俳優、スタントマン、プロのポーカープレイヤー。映画やテレビドラマなどに主に脇役として出演している。

## 経歴
カリフォルニア州のビバリーヒルズ出身。ランカスターのベセル・クリスチャン・スクールに入学し、アメリカンフットボール選手として活躍した。その後、1999年に19歳で俳優としてデビューした。
2001年、オードはロサンゼルスのスポーツジムでレイと名乗るアルメニア人の男と知り合う。彼は世界各地から高級品をアメリカに輸入する仕事をしていた。2002年、レイはオードに革製品を仕入れる仕事のため、海外へ行ってほしいと依頼する。オードはその話に乗り、パキスタンの首都イスラマバードへ渡航した。
イスラマバードで落ち合った男性から荷物を受け取り、アメリカへ帰国することになったオードであったが、ベナジル・ブット国際空港の手荷物検査所にて荷物の中から3.6キログラムのアヘンが発見される。2003年1月に裁判で懲役7年の有罪判決を受け、オードはラーワルピンディーの刑務所へ移送される。その後、服役してから2年10ヶ月後の2004年12月、アメリカ政府の支援などによってオードは釈放された。
この一連のエピソードはナショナルジオグラフィックチャンネルの『史上最悪の地球の歩き方4』(Banged Up Abroad 7)にて紹介された。同番組は2013年11月4日放送の『世界まる見え!テレビ特捜部 危機一髪2時間SP』で「ある日あなたも囚われの身に」という題目で取り上げられた。

## フィルモグラフィ
- NCIS:LA 〜極秘潜入捜査班 NCIS LA （2012年）
- CSI:科学捜査班 CSI Las Vegas （2011年）
- オール・マイ・チルドレン All My Children（2011年）
- ザ・ヤング・アンド・ザ・レストレス The Young and the Restless（2011年）
- リゾーリ&アイルズ ヒロインたちの捜査線 Rizzoli and Isles（2011年）
- THE EVENT/イベント The Event（2011年）
- デイズ・オブ・アワ・ライブス Days Of Our Lives （2010年）
- ゾルタン★星人 Dude, Where's My Car? （2010年）
- 偶然の恋人 Bounce （2010年）
- ポセイドン Poseidon （2006年）
- 冬の恋人たち2 Cutting Edge: Going for the Gold（2006年）
- CSI:ニューヨーク CSI NY
- ふたりはお年ごろ So Little Time
- ビヨンド・ザ・ブレイク Beyond the Break
- Scrubs〜恋のお騒がせ病棟 Scrubs
- ナイトメア・ルーム The Nightmare Room
- スコーピオン・キング The Scorpion King
- PLANET OF THE APES/猿の惑星 Planet of the Apes
- イントゥ・ザ・ワイルド Into the Wild
- SHARK カリスマ敏腕検察官 Shark
- パワーレンジャー　Power Rangers
- タイタンズを忘れない Remember the Titans